# 大气水发生器
大气水发生器是一种从潮湿的空气中提取水的装置。空气中的水蒸气可以通过冷凝（在干燥剂的作用下将空气冷却到其露点以下）或对空气加压来提取。与除湿机不同，大气水发生器可以將水蒸氣轉化為飲用水。 大气水发生器在难以或不可能获得纯饮用水的情况下非常有用，因为人們几乎总是可以從空气中提取少量水。